# Simraha Sigiyoun
Simraha Sigiyoun – gaun wikas samiti we wschodniej części Nepalu w strefie Sagarmatha w dystrykcie Saptari. Według nepalskiego spisu powszechnego z 2001 roku liczył on 768 gospodarstw domowych i 4487 mieszkańców (2159 kobiet i 2328 mężczyzn).